# Курган у Монтефортіні
43°47′34″ пн. ш. 11°03′54″ сх. д. / 43.7928° пн. ш. 11.0649° сх. д.
Курган Монтефортіні (італ. Tumulo di Montefortini) — етруська гробниця, відкрита в 1965 році у селищі Комеана в муніципалітеті Карміньяно.

## Історія
Гробницю виявили 21 лютого 1965 року четверо археологів-аматорів з Прато, які, копаючи на невеликому пагорбі біля кладовища Комеани, досягли глибини 80 см. Вони знайшли шматки теракоти та кам'яної плити, що належали етруській гробниці. Хлопці передали знайдене карабінерам Поджо-а-Каяно.

## Опис
Курган Монтефортіні складається з монументального штучного пагорба діаметром 70 метрів і заввишки 12 метрів, оточеного муром з пісковику, перерваного на північному заході платформою, на якій, як передбачається, стояв жертовник.
У споруді розміщені дві поховальні камери.

## Гробниця Монтефортіні I
Перша могила складається з поховальної камери, розкопаної, починаючи з 1966 року. Перед входом є довгий дромос (коридор) завдовжки 13 метрів, який веде до камери довжиною 2,10 м і шириною 2,50 м, яка, ймовірно, спочатку була перекрита фальшивим склепінням з виступаючих плит. Через трилітичний вхід, що складається з двох рухомих дверей, увінчаних архітравом, з цієї камери йде вхід у похоронну камеру. Ідеально прямокутна камера довжиною 4,50 м, шириною 2,55 м, є одним з найкращих зразків етруської архітектури орієнталіхуючого періоду. Уздовж стін тягнеться полиця для зберігання урн померлих.
Ймовірно, гробницю пограбовано ще в 200 р. до н. е., коли ймовірно впало склепіння вестибюля. Попри це, гробниця виявила достатню кількість знахідок, щоб дозволити датувати її між 625 і 575 роками до н. е. Тут збереглися скульптурні та тонко вигравіювані твори, необроблені керамічні урни для згоряння, кубки з буккеро та залишки єгипетських скляних ваз. Усі знахідки виставлені в археологічному музеї Артіміно.

## Гробниця Монтефортіні II
Другу могильну камеру, розташовану в центрі кургану, наявність якої деякий час припускали, розкопали лише з 1982 року. Це велика гробниця толос, структура якої, здається, частково зруйнувалася (можливо, через землетрус) і пошкоджена вже в давні часи. Вся споруда має діаметр приблизно сім метрів, зроблена з пісковику та має центральну колону. Серед знахідок — залізна фібула, уламки слонової кістки, прикрашені шкаралупи страусиних яєць, єгипетське блакитне скло, бурштин і фрагменти буккеро.

## Галерея

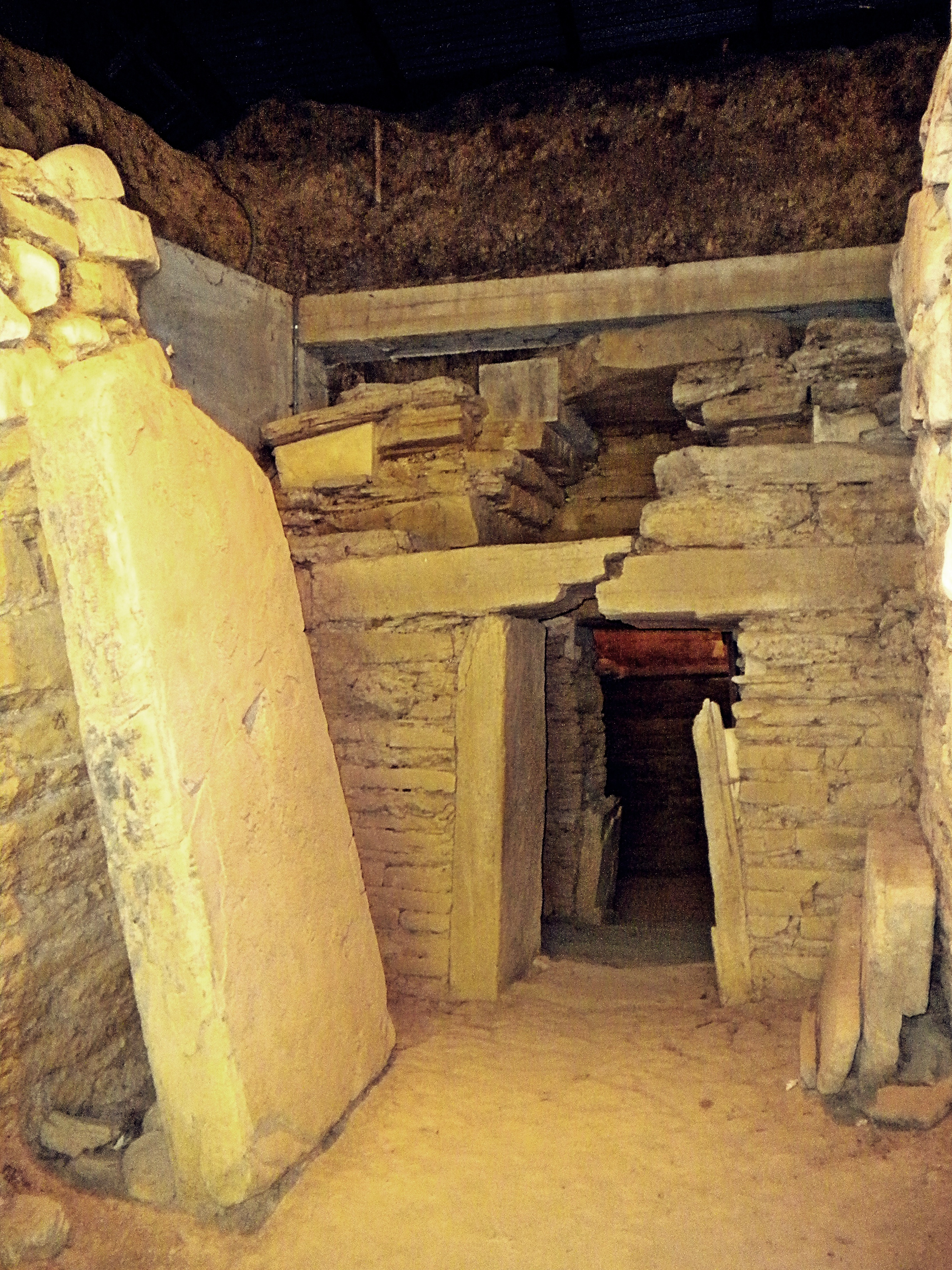
Вхід у гробницю
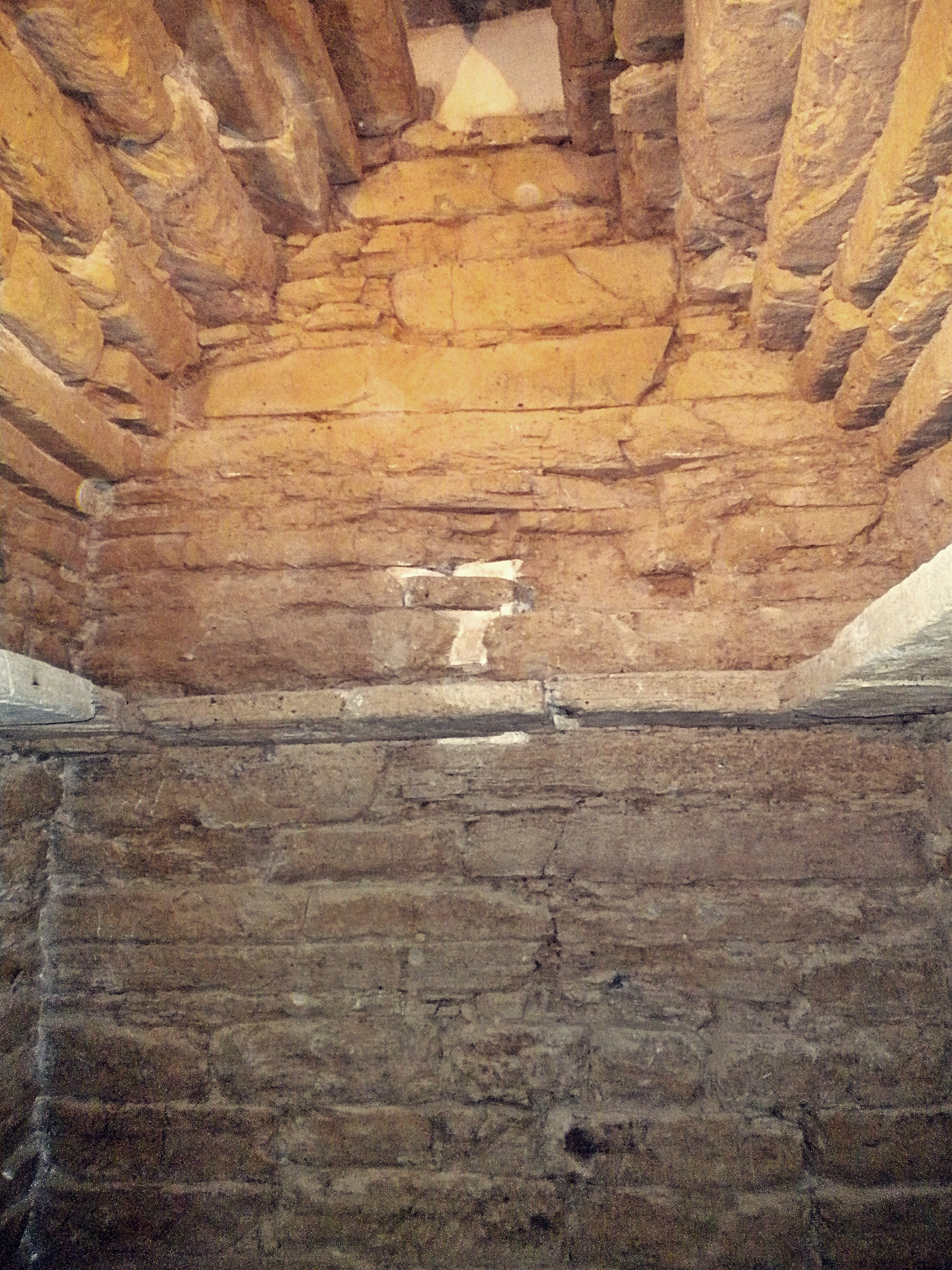
Склепіння
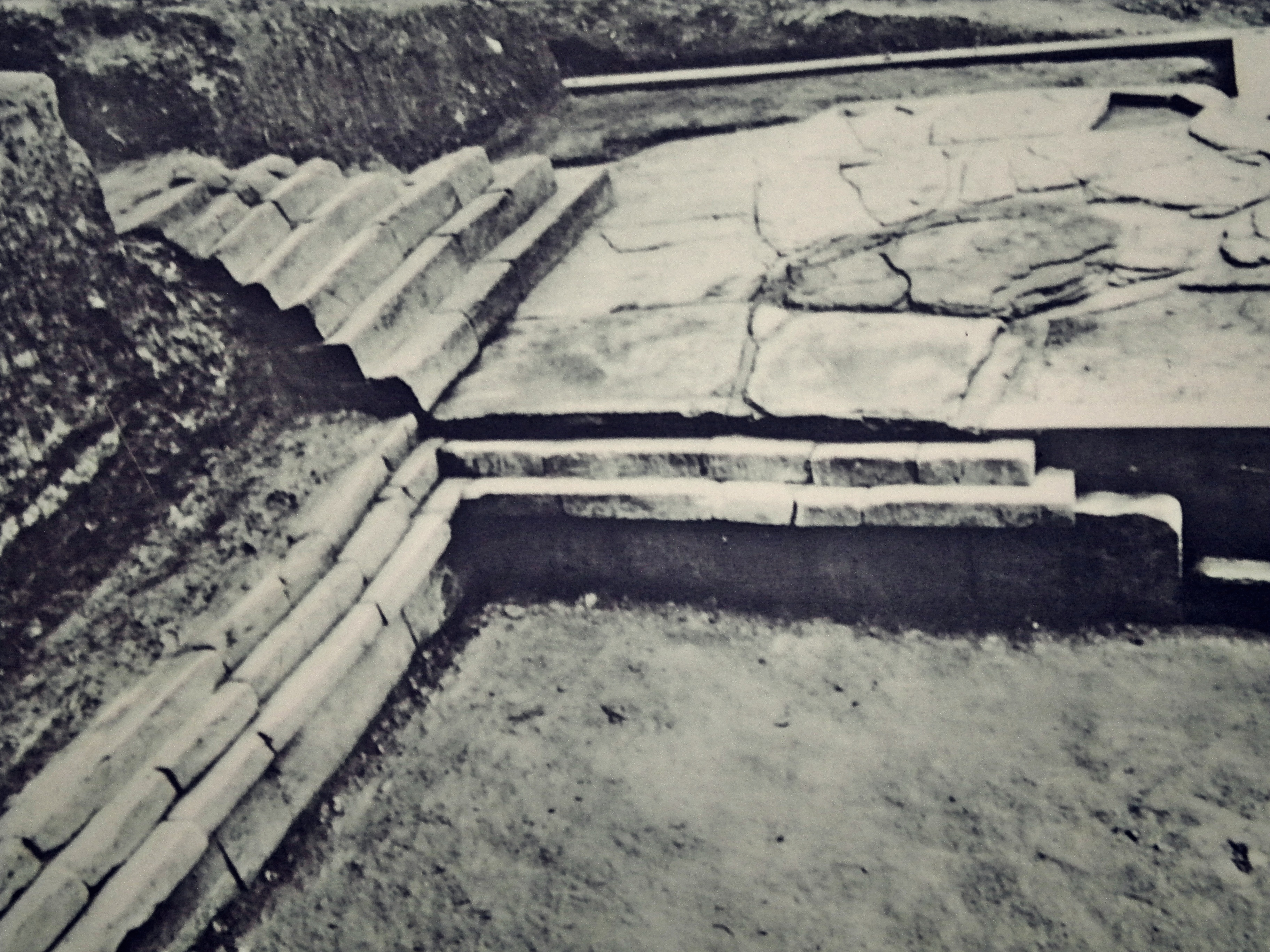
Місце для жертовника
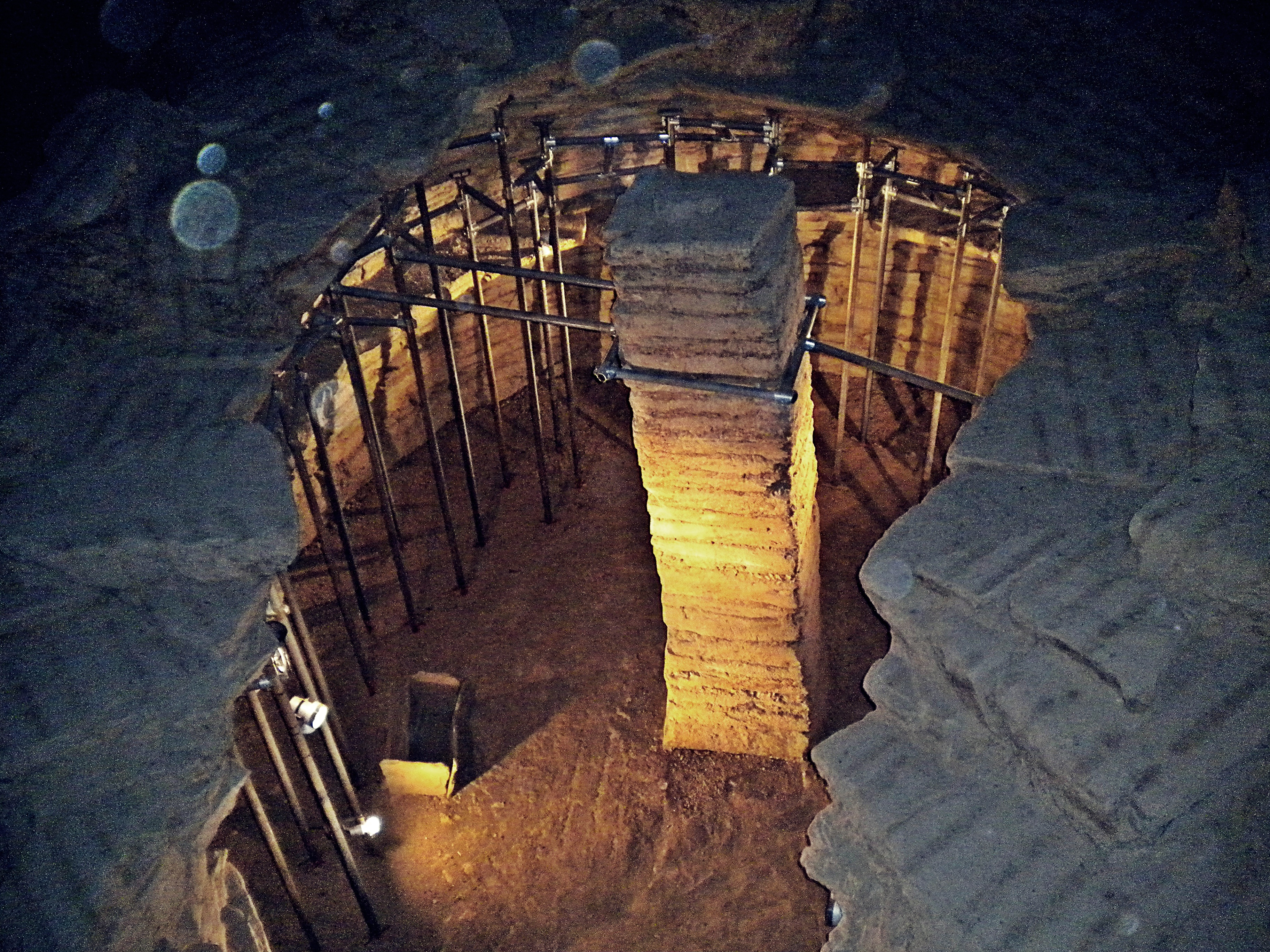
Опорна колона поховальної камери
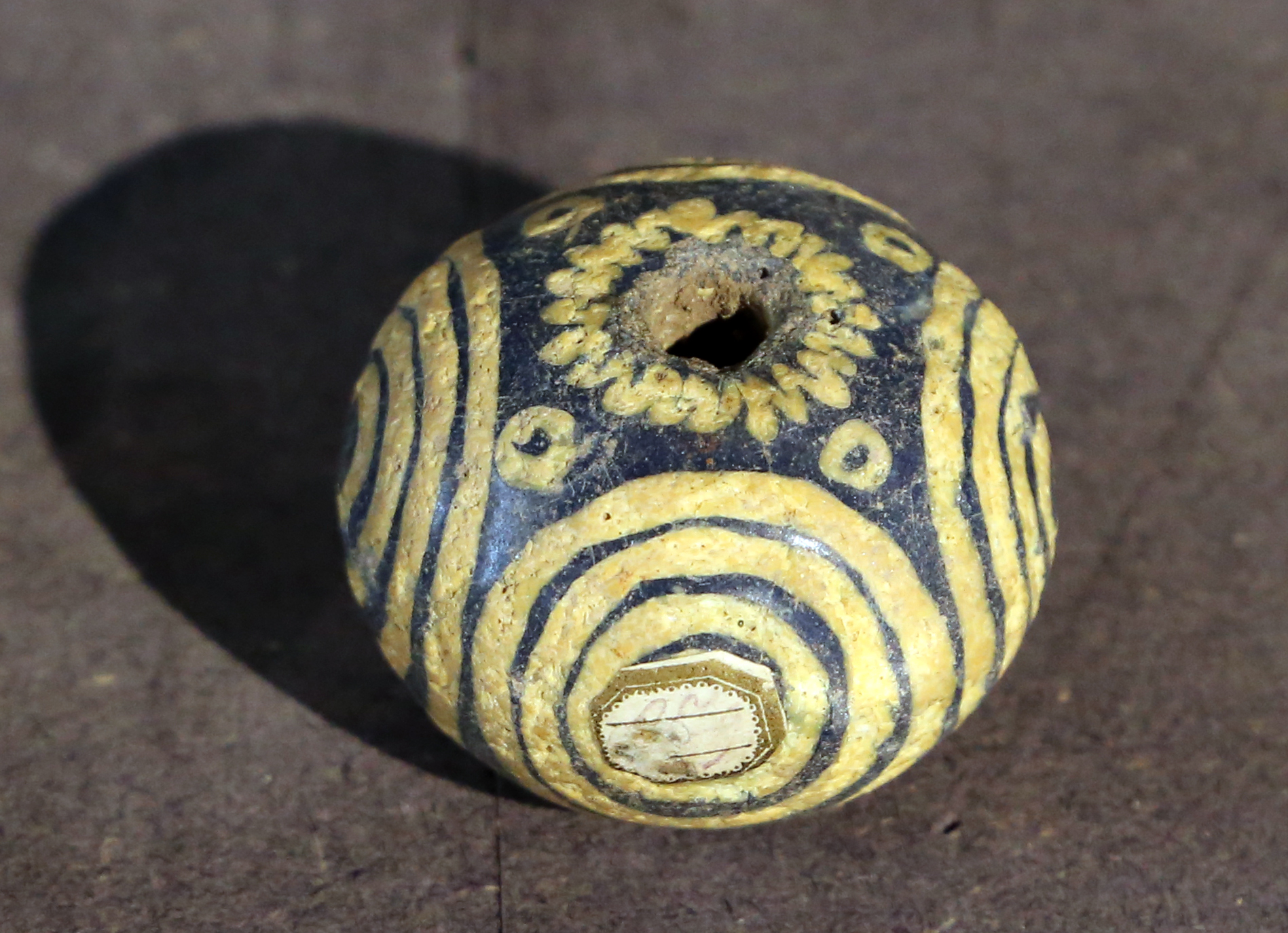
Прикраса зі скла у вигляді перлини
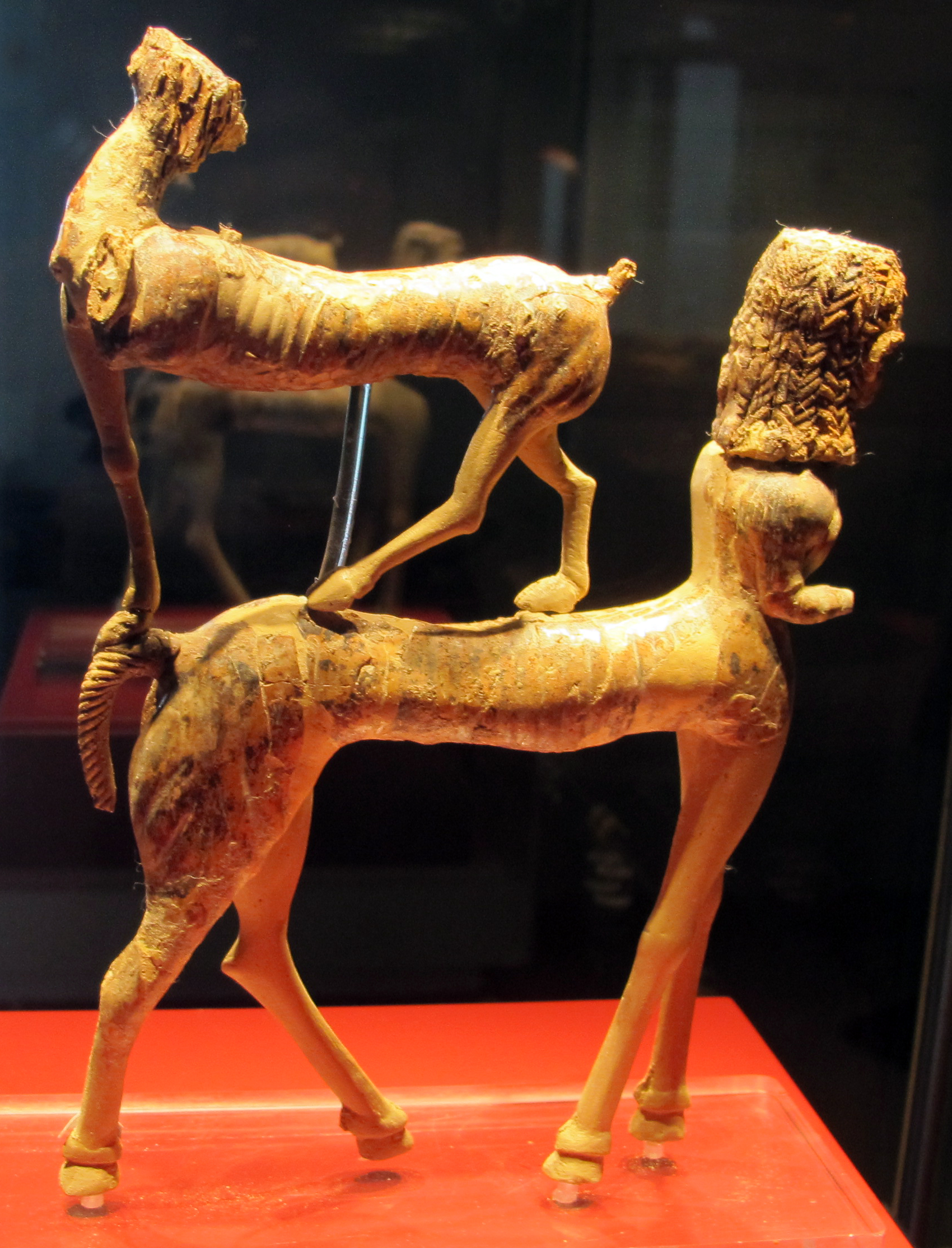
Сфінкс зі слонової кістки
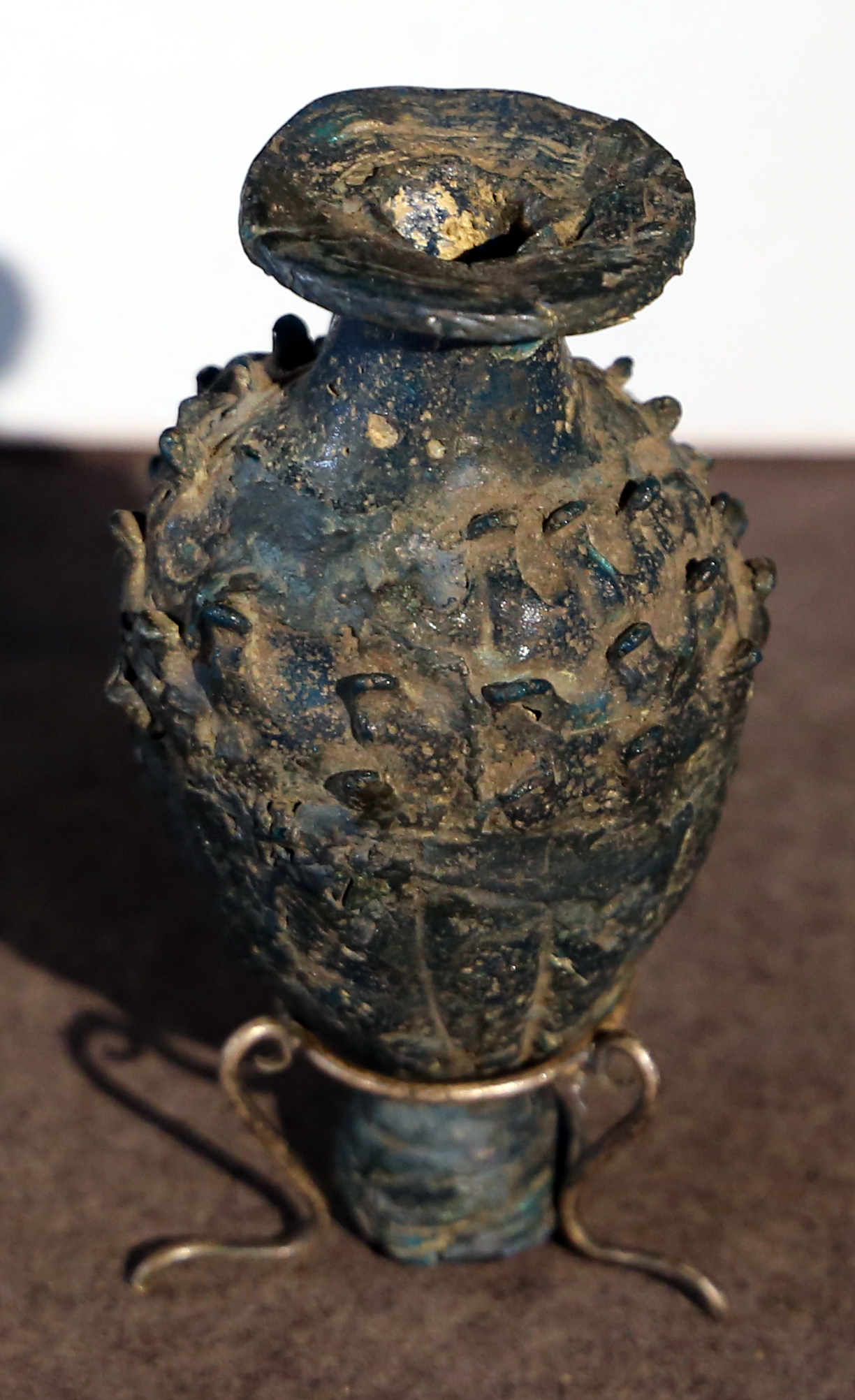
Арибал у синьому склі на крихкому стрижні
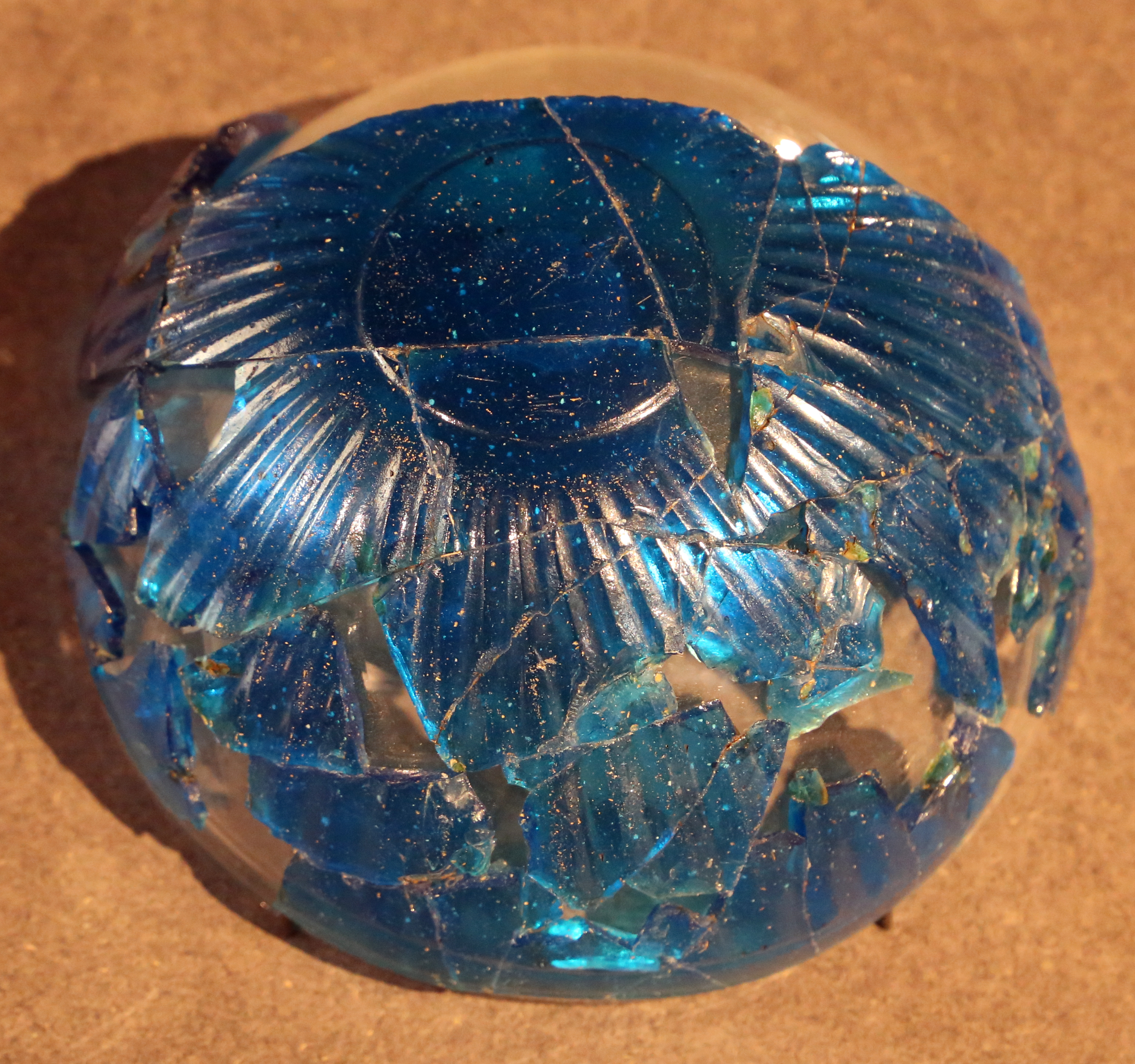
Чашка з кобальтового синього скла